# Termy Maltańskie
Termy Maltańskie is een sport- en recreatiecentrum, gelegen aan de noordelijke oever van het Maltameer in Poznań (Polen). De faciliteit omvat recreatieve en sportzwembaden en een sauna.
De pekelbaden "Term Maltańskie" maken gebruik van thermaal water uit een nabijgelegen bron.
Het complex werd op 16 oktober 2011 in gebruik genomen . De constructie werd opgenomen in de lijst van investeringen in verband met de organisatie van het UEFA Europees kampioenschap voetbal EURO 2012  .

## Bouw
Het complex is verdeeld in twee delen:

### Sportgedeelte
Het sportgedeelte van de "Termy Maltańskie" bestaat uit:
- Olympisch zwembad (51,3 x 25 m, diepte 2 m) met een schuifplatform waardoor het kan worden verdeeld in twee baden van 25 m lang;
- springbad (25 x 30 m, diepte 5 m, toren met platforms 10, 7,5, 5 en 3 m hoog);
- auditorium met bijna 3.800 zitplaatsen [2], gerangschikt in 8 sectoren, 4 aan elke kant;
- technische ruimtes: kleedkamers, jurykamers, conferentieruimte;
- opwarmbaden voor springers, gelegen aan weerszijden van het platformcomplex;
- een complex van sauna's en massageruimtes voor spelers;
- kamers van rechters, technische commissies en journalisten;
- vergaderruimte.

Het sportbad voldoet aan de internationale, Europese en Poolse normen, evenals aan de normen en richtlijnen van de Internationale Zwemfederatie (FINA), de Poolse Zwemvereniging en de Internationale Federatie van Universitaire Sporten (FISU). Als er geen 50-meterwedstrijden zijn, wordt het Olympisch bad dagelijks door een beweegbare brug in twee 25-meterbaden verdeeld.

### Recreatief gedeelte
Het recreatieve deel van de "Termy Maltańskie" bestaat uit:
Waterpark (aquapark), inclusief:
- 2 geothermische buitenzwembaden, seizoensgebonden en het hele jaar door;
- zwembad om op te warmen en te leren zwemmen (16,67 x 8 m, diepte 1,1 m);
- zwembad met pekelwate;
- dubbel golfslagbad;
- 13 dia's – inclusief: turbo (ca. 60 km/u), wilde rivier, familie, ponton, multimedia met beeld- en geluidseffecten;
- klavervormig zwembad met uitstroom;
- zwembad met speeltuin (in juni 2020 verving het het zwembad door een piratenschip);
- kinderzone met peuterbad en speeltoestellen.

De glijbanen staan bekend om de goede rij-glij index.
Saunazone
SPA 1306